# Ébora
No debe confundirse con Ébora, ciudad portuguesa de la región del Alentejo.
Ébora o Ebura es el nombre que recibe una antigua ciudad situada en el término de Sanlúcar de Barrameda, en Cádiz (Andalucía, España), más concretamente en la carretera situada entre Trebujena y la marisma del Guadalquivir. En la actualidad, podemos encontrar en el lugar en cuestión, el Cortijo de Ébora, en cuyo emplazamiento se halló el tesoro del mismo nombre.

## Descubrimiento
El descubrimiento del tesoro, ocurrió de forma casual, concretamente el 23 de noviembre de 1958, tan solo siete semanas después del descubrimiento del tesoro de El Carambolo. El hallazgo ocurrió en el cortijo que lleva su mismo nombre.

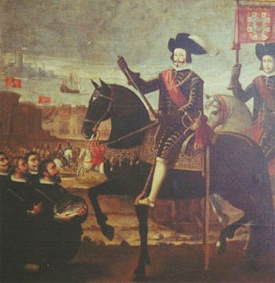
Retrato de Gaspar Pérez de Guzmán y Sandoval, IX duque de Medina Sidonia

Este cortijo, que en la actualidad pertenece a los señores de León Manjón, hijos de la condesa de Lebrija, perteneció en su día a los duques de Medina Sidonia, los cuales perdieron estas tierras de una forma lamentable. Fue el IX Duque, don Gaspar Pérez de Guzmán y Gómez de Sandoval y Rojas el que tras la sublevación de Andalucía acontecida en el año 1641, fue condenado a pagar una cantidad de 200.000 ducados y a perder el señorío de Sanlúcar de Barrameda. Como no disponía de la cantidad de dinero que se le requería, se vio obligado a vender el cortijo de Ébora. 
El hallazgo fue fortuito, debido a la roturación de tierras que no habían sido cultivadas con anterioridad, más concretamente en la zona de descanso del ganado. Con la subida de valor de los cereales, los propietarios decidieron roturar esta zona, dejando al descubierto durante la labor una vasija repleta de joyas de oro, la cual fue encontrada por el hijo del vaquero mayor de la finca, Francisco Bejarano, conocido comúnmente como “Paquito”. 
Tras el conocimiento de dicho hallazgo, el lugar fue revuelto, encontrándose nuevas piezas, aunque no fue hasta julio del año siguiente cuando se comenzó la excavación como tal, realizándose del 23 de julio al 23 de agosto.
La excavación tuvo dos etapas, una primera más centrada en el tesoro, y una segunda centrada en la investigación del asentamiento humano, pues hasta el momento no había constancia de la existencia de ningún asentamiento indígena prerromano en la zona de la Baja Andalucía, por lo que era necesaria esta investigación.

## Evolución histórica de la zona

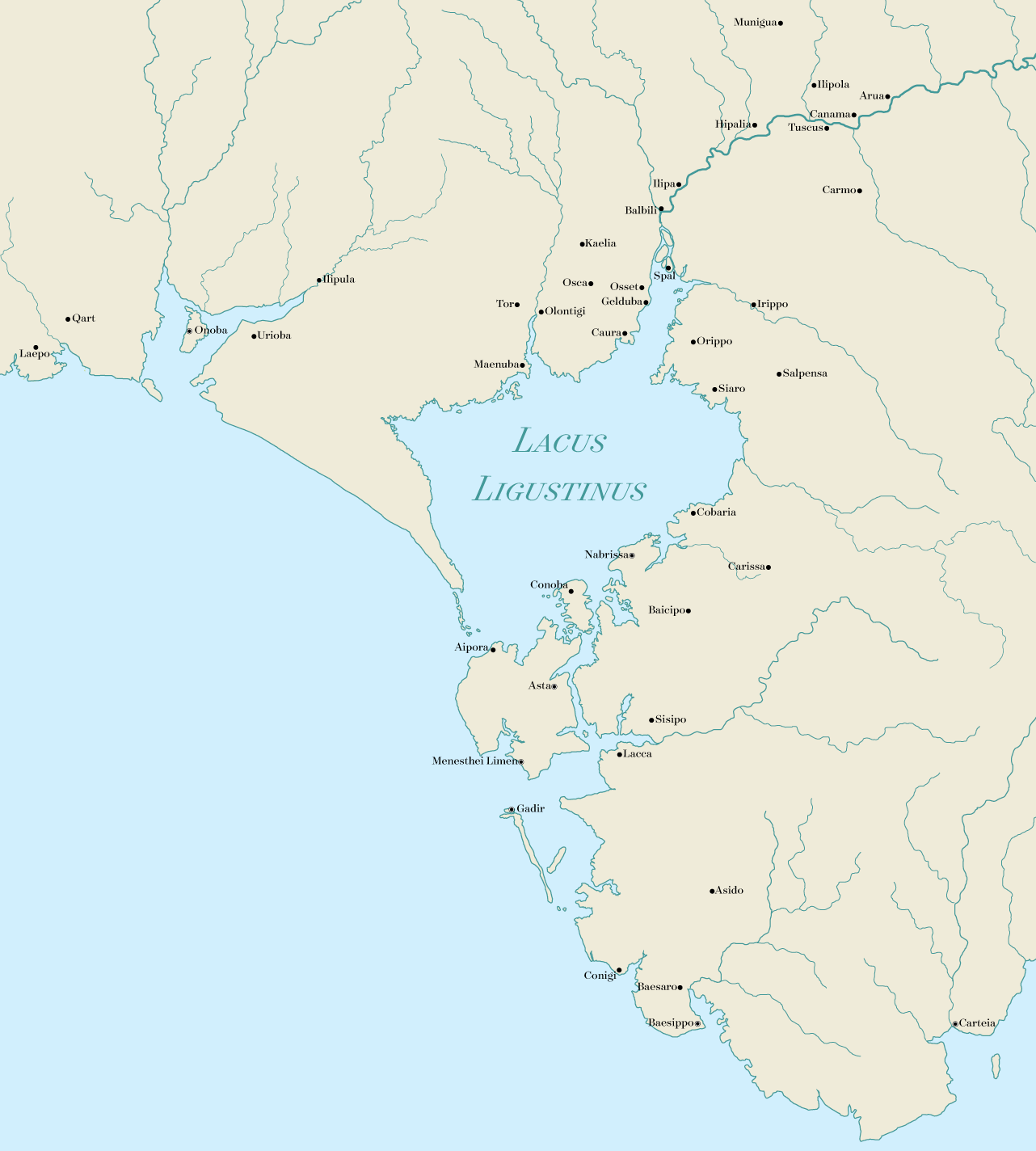
Lacus Ligustinus con la situación de Ébora (Aipora) a la entrada del mismo.

Se trata de una zona que dispone de abundante agua potable, llegando incluso a actuar de zona de aprovisionamiento tanto de los cortijos como de los ganados de la zona circundante. Es debido a esto mismo, por lo que existe la ocupación temprana de este lugar, creándose un establecimiento poblacional en estrecha relación con el santuario del Lucero. Por tanto, el emplazamiento es ideal, puesto que se encuentra en un lugar con fácil acceso al río, pero además se trata de una zona oculta desde el punto de vista del océano, pues de éste sí se encuentra a cierta distancia. El nombre que recibió en su día es el de Ebura. 

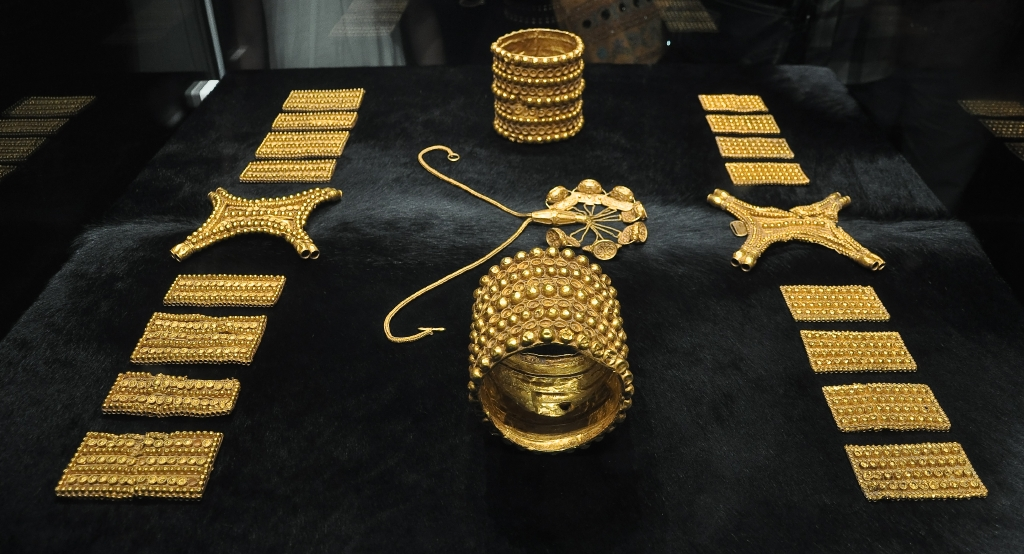
Tesoro de El Carambolo

La ocupación humana de la zona se remonta al Neo-eneolítico, algo que sabemos gracias a los silos encontrados durante la excavación, los cuales fueron vaciados en la antigüedad así como expoliados, lo más probable es que en época romana.
De la Edad del Bronce los restos han sido escasos, todo lo contrario que de la Edad del Hierro, momento en el que se establece el poblado. El florecimiento de dicha etapa, se extiende hasta la época romana. De época musulmana, la ocupación parece ser muy precaria o quizás se situase en otro lugar cercano, documentándose una torre del juego de ajedrez, así como piezas cerámicas vidriadas. Una vez que llegamos a la Época Moderna, la ocupación es reducida, puesto que solo encontramos una casa de labor. 
Por lo que se ha encontrado, podemos decir que se trata de una población indígena, con ajuares domésticos y cerámica idénticos a los de otros poblados de la zona interior de Andalucía, teniendo el ejemplo de Carmona o del poblado de El Carambolo. Las pruebas indican que se trata de un poblado turdetano cuyo nombre derivaría del tartésico Aipora, cuya raíz -ipo significa ciudad. La ausencia de plantas completas de edificios indica que las construcciones de Ébora fueron completamente destruidas, aunque hasta la fecha no se sabe si fue por un fenómeno natural, por la poca resistencia de los edificios, debido a una invasión o por el aprovechamiento de los materiales para realizar otra construcción, por lo que se barajan todas estas hipótesis.
La importancia de los diferentes hallazgos, nos lleva a afirmar que en la zona existió la presencia de diferentes culturas. El poblado en sí, duró más tiempo que el de El Carambolo, siendo un lugar muy frecuentado gracias a sus pozos. 

## El tesoro de Ébora

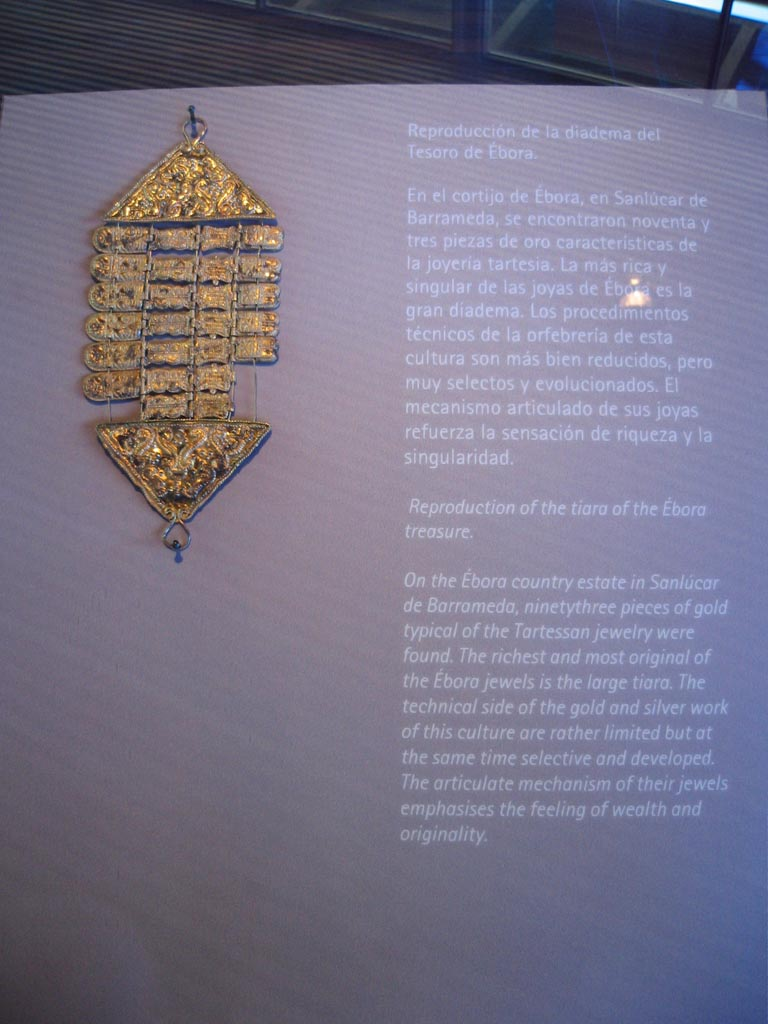
Reproducción de la diadema del tesoro de Ébora

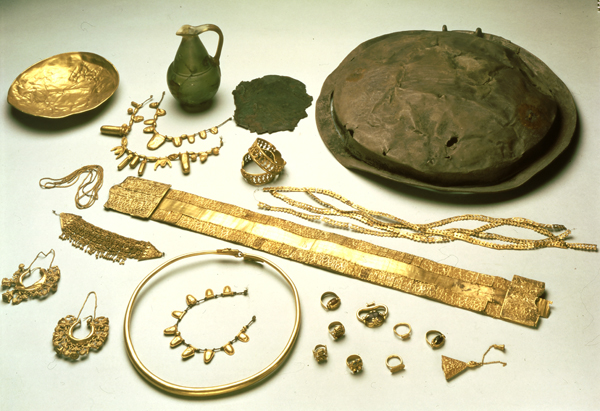
Tesoro de La Aliseda

El hallazgo y obtención del tesoro lo podemos dividir en tres etapas diferentes.
La primera de ellas, es el hallazgo fortuito por el niño de ocho años, Francisco Bejarano Ruiz el 23 de noviembre de 1958, de concretamente 43 piezas de oro.
La segunda etapa, se centra en la recuperación de las piezas que fueron escondidas en la finca tras la venta ilegal del primer lote hallado. Este lote se compone de 20 piezas de oro y 5 de cornalina, y fue entregado a los arqueólogos una vez comenzaron la excavación.
El tercer y último lote, fue el hallado durante la excavación, compuesto por 30 piezas pequeñas de oro y 38 de cornalina. Estos tres lotes, fueron entregados en el Museo Arqueológico Provincial de Sevilla, en 1961, tras el montaje de las piezas.
El tesoro se compone de:
- La gran diadema: Se trata de la joya más rica así como de una de las piezas maestras de la orfebrería antigua, a pesar de encontrarse incompleta. Destaca su decoración de rostros humanos. Dicha diadema es comparada con otras dos bastante similares, la de Jávea y la de La Aliseda. Las diferencias técnicas que encontramos entre las tres, nos dan muestra de la variedad de estilos e influencias que existían. A su vez, las similitudes que encontramos entre ellas son bastantes, como la organización general, la articulación para adaptarse a la frente, pues las tres son diademas frontales e incluso las proporciones. Estas diademas confirman el gusto por las joyas semejantes en la cultura ibérica.
- Los dos colgantes con cadenas y barriletes, los cuales es muy probable que estuviesen unidos a la diadema anterior, constituyendo una gran joya, de aire hispánico. Las cadenas que lo componen son muy parecidas a las del collar de El Carambolo. Los colgantes a su vez, son idénticos entre sí, así como complejos. Todo este conjunto, debido a la gran similitud, nos lleva a pensar en las joyas de la Dama de Elche, así como a las de la Dama de Ebusus.
- Cuentas y colgantes del collar: Las cuentas de collar son de varios tipos, pues encontramos tanto de oro como de cornalina, siendo las más abundantes las de esta última. Luego tenemos los colgantes de collar en oro únicamente.
- Arracadas, zarcillos, anillos y torques: Se hallaron dos arracadas o zarcillos bastante selectos dentro de este grupo, puesto que el resto de piezas son de menor valor, como es el caso de los anillos.
A pesar de tener la diadema incompleta, llama la atención que del resto de piezas, tengamos sus parejas, lo que nos lleva a creer fielmente en la hipótesis que se inclina a favor de que el tesoro estuviese oculto mientras que el poblado aun seguía con vida.
- Último hallazgo: En 2019, fue encontrado por unos caminantes que estaban por la zona del cortijo,  un colgante de oro de forma esférica, de 1,6 cm de longitud, fabricado a partir de dos semiesferas laminares soldadas por el ecuador. Este está ribeteado por cenefas paralelas de pequeños glóbulos.
La decoración es de filigrana y granulado, alineada simétricamente en los polos y en el ecuador. Cada tronco de cono aparece dividido en espacios de forma almendrada delimitados por un fino hilo de oro soldado a la superficie, y los espacios triangulares que quedan entre ellos están decorados con tres gránulos cada uno.
El sistema de suspensión está soldado a uno de los polos, realizado con hilos enrollados, y en el extremo contrario acaba con una bolita.
Su cronología coincide con la asignada al tesoro de Ébora, centrada en los siglos VII-VI antes de Cristo. Fue restaurada y se encuentra depositada en el Museo de Cádiz.

## Otros objetos destacados
Aunque la mayor importancia se centra en el tesoro, se han hallado muchas otras piezas de valor.

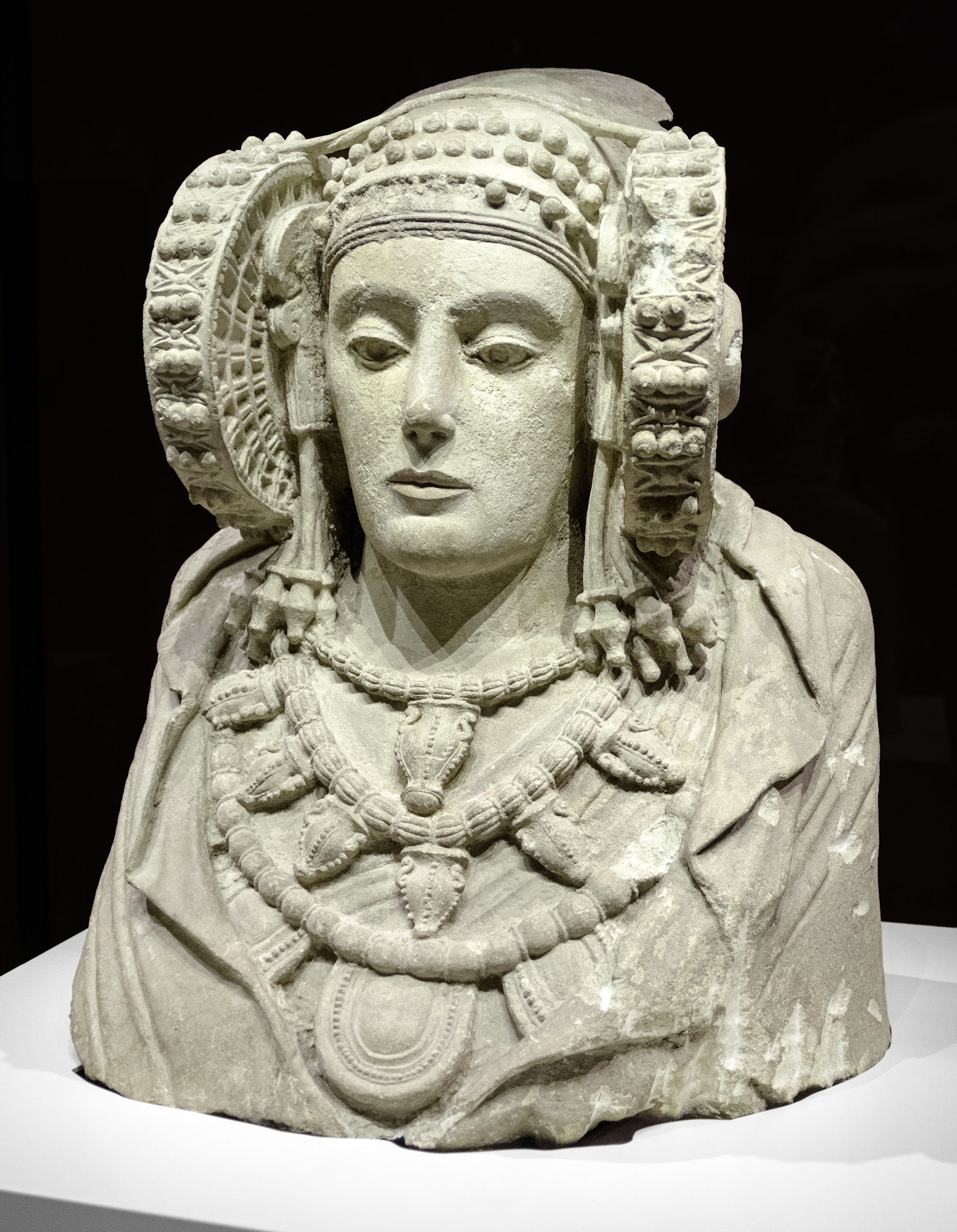
La dama de Elche

- Bronces y otros metales: Este conjunto es bastante reducido, en total unas diez piezas de bronce y seis de hierro. A pesar de la escasez, hay una pieza de bronce que destaca entre todas, y se trata de una figurita de bronce de un delfín que salta por encima de una ola. Este hallazgo se trata del primer bronce arcaico griego hallado en España en una excavación regular. Además del delfín, encontramos una fíbula, un punzón, una pesa, una aguja o un clavo entre otros elementos. A pesar de tratarse de un conjunto escaso, en relación con el conjunto de joyas, el hallazgo del asa de delfín lo compensa, pues dicha pieza documenta la ocupación temprana de la zona así como sus relaciones con el mundo griego arcaico.
-Piezas en hueso y marfil: Este grupo es aún más reducido, siendo solo una de gran interés. Esta pieza se trata de una torre de ajedrez musulmana del siglo XI. Hasta el momento de la excavación, no se había encontrado ninguna torre de ajedrez con la que pudiese relacionarse la pieza. Las existentes en España, son en cristal de roca o en marfil.
- Piezas en piedra y vidrio: En piedra, lo más significativo que se ha encontrado son los molinos de mano, hallados en abundancia en El Carambolo, así como dos morteros de piedra. También se ha hallado vidrio dorado.
- Monedas: En total se han hallado cuatro monedas: una moderna, una cartaginesa y dos musulmanas. Todas ellas nos ejemplifican su historia de manera muy resumida: primero las relaciones con Cartago en la época de su esplendor, luego la ocupación musulmana y finalmente los trabajos agrícolas modernos.
- Cerámica: Se trata del conjunto más importante tras las joyas. La cerámica turdetana de Ébora se encuentra fabricada a torno, con barros depurados y bien cocida. También encontramos cerámicas griegas tempranas y bien definidas, así como terra sigillata, aunque escasa. Incluso se ha hallado cerámica vidriada medieval y moderna. 